# Schoorstenen van Shell Pernis

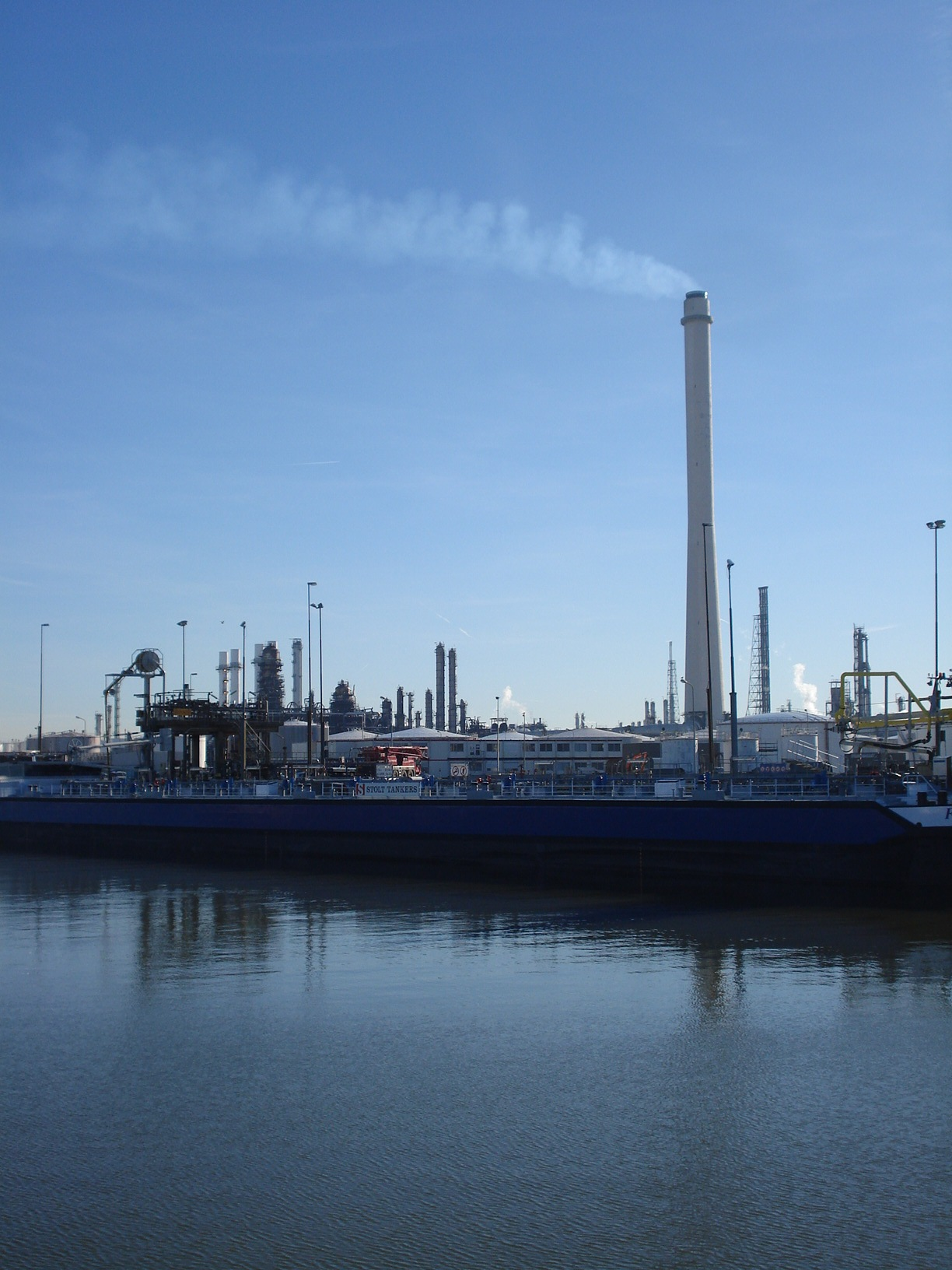
Rechts op de foto een van de hoogste Shell Pernis schoorstenen. Constructief ontworpen door Ingenieursbureau C.M.L.Hageman.

De Schoorstenen van Shell Pernis zijn de hoogste vrijstaande constructies in Nederland. In 1968 werd de eerste van de twee 213 meter hoge schoorstenen gerealiseerd op het petrochemische complex van Shell Pernis. De schoorsteen verving 21 kleinere schoorstenen. Deze schoorstenen zijn anno 2021 nog steeds de hoogste vrijstaande constructies in Nederland. De constructie van deze schoorstenen is ontworpen door Ingenieursbureau C.M.L.Hageman. De tweede schoorsteen, die gelegen is aan de oostkant van het petrochemische complex, is gerealiseerd in 1972 en deze is grotendeels identiek aan zijn voorganger.

## Constructie
De eerste schoorsteen (Shell Pernis West) werd gebouwd met een zogenaamd klimbouwsysteem. De identieke tweede schoorsteen (Shell Pernis Oost) werd gebouwd met een glijbouwsysteem. Beide schoorstenen hebben een stalen binnenpijp. In de spouw van ongeveer 75 centimeter tussen de stalen binnenpijp en de gewapend betonnen buitenschacht bevinden zich een lift en een trappensysteem. De schoorstenen hebben aan de binnenzijde een diameter van ongeveer 8 meter.